# Fond géochimique
Le fond géochimique est la composition chimique d'un sol et des roches du sous-sol dont il est la décomposition. Il détermine en partie la qualité du sol, de l'eau et la vie de la flore et de la faune.
On distingue généralement le « fond géochimique naturel » (qui résulte exclusivement de l'évolution de la roche-mère et d'apports naturels), et le « fond d'origine anthropique » qui exprime la part des éléments exclusivement introduits dans le milieu par les activités humaines ou à la suite de ces activités.
L'étude du fond géochimique renseigne sur l'histoire du site (y compris concernant son « paléoenvironnement ») et sur d'éventuels risques sanitaires.
Elle permet d'évaluer un niveau relatif de pollution des sols (par rapport à ce qui serait "normal" en l'absence d'activités anthropiques). En France il sert par exemple de référence au Réseau de mesure de la qualité des sols (RMQS)

## Éléments de définition et spécificité du concept
L'expression « fond géochimique » désigne  la composition chimique moyenne, naturelle et initiale d'un substrat géologique (sol et roche-mère naturel en place (minéraux, élément-traces tels que les métaux lourds et les métalloïdes, radionucléides).
Il présente des valeurs moyennes, médianes et la gamme des variations (plus ou moins localement observées) selon la profondeur ou dans l'espace.
Selon la profondeur, l'échelle et le contexte géologique étudié, on parlera de « fond lithogéochimique »), de bassin versant, de solum, ou d'horizon pédologique.
Lorsqu'il s'agit d'un sol, on parlera de "fond pédogéochimique". Le fond pédogéochimique naturel est la gamme des teneurs naturelles d'un élément majeur ou trace dans un sol, résultant de l’héritage du matériau parental (incluant les roches ainsi que les formations superficielles telles qu'alluvions, colluvions, formations de versants, limons éoliens, argiles résiduelles, etc.), de processus pédogénétiques (altération physico-chimique des roches et des minéraux, migration des produits de l’altération, etc.) et de retombées atmosphériques naturelles (volcans, etc.), en dehors de tout apport d'origine humaine. 

## Usages
La notion de « fond géochimique » est utilisée dans le domaine de l'évaluation environnementale, de l'étude de la pollution des sols et de la gestion restauratoire des sites et sols pollués et pour ceux qui établissent une étude d'impact ou état initial de l'environnement.
L'analyse des éléments traces d'un sol apporte aussi des informations sur son histoire environnementale et paléoenvironnementale, et  permet d'évaluer et/ou expliquer certains risques sanitaires (par exemple au Bangladesh, un sous-sol riche en une forme mobile et biodisponible de l'arsenic contamine les puits qui fournissent l'eau de boisson, de cuisson ou d'irrigation,, en causant selon l'OMS et de nombreux médecins et ONG un grave problème de santé publique,  à large échelle, notamment via le riz contaminé lors de sa croissance dans l'eau des rizières).

## Profils typiques de fonds géochimiques
Le fond géochimique d'un sol varie fortement selon le contexte géologique et agropédologique. Ainsi :
- Dans les roches cristallines (plutoniques, volcaniques ou métamorphiques), certains minéraux peuvent être fortement chargés en éléments traces (chromite, olivine ou garniérite par exemple) ;
- Les gisements métallifères ou leur environnement proche peuvent contenir des teneurs parfois significatives d'éléments traces éventuellement indésirables ou toxiques ;
- les roches profondes  qu'on exploite aujourd’hui (jusqu'à plus de 5 ou 6 km de profondeur via des forages dites « HT-HP » (haute-température - Haute-pression) pour en retirer du gaz naturel, des condensats et/ou du pétrole dits « non conventionnels » contiennent des quantités parfois importantes de soufre, de plomb, d'arsenic, de mercure ou d'autres produits toxiques et/ou susceptibles de produire des phénomènes de corrosion et/ou d'entartrements dans les tuyaux, pipe-line ou vannes ;
- les roches sédimentaires ainsi que les alluvions, selon leur histoire et leur origine contiennent des teneurs très variables en éléments-traces, radionucléides ou autres éléments indésirables ou souhaités par ceux qui les exploitent;
- certaines roches présentent des teneurs naturellement élevées en eutrophisants (phosphates, nitrates) susceptibles de poser des problèmes environnementaux (dystrophisation et écotoxicité au-delà de certains seuils, qui peuvent être bas pour certains organismes ou leurs larves) ;
- dans les sols agricoles, toujours perturbés par le labour souvent lié à la mise en culture et en raison d'apports exogènes induits par l'irrigation, l'utilisation d'engrais et de pesticides, voire par des retombées sèches ou humides de polluants aéroportés ayant une origine plus ou moins lointaine. 
S'ajoutent les phénomènes de bioturbation et d'éventuelle circulation horizontale ou verticale de polluants solubles dans l'eau, ainsi que l'exportation de divers composés minéraux ou organominéraux via l'érosion des sols et le drainage agricole (quand il existe) et/ou via l'export de biomasse (produits agricoles végétaux, fongiques ou animaux). 
Dans ce contexte on parle donc plutôt de « teneurs agricoles habituelles »  (TAH)[1]
- les sols superficiels urbains, déchets miniers (souvent dits "stériles") ou de friches industrielles, sont aussi susceptibles d'avoir été directement ou indirectement pollués.

Localement, les compositions initiales des matériaux géologiques et la biodisponibilité de tout ou partie de leurs composants indésirables peuvent être fortement modifiées sous l'influence de phénomènes de minéralisations ou acidification des sols (ex : drainage minier acide, exposition à des pluies acides) lors d'épisodes post-formation ou post-sédimentation (anciens ou en cours). 
Baize rappelle que « ces minéralisations peuvent donner lieu à des gisements miniers plus ou moins facilement exploitables ».

## Limites
La connaissance du fond géochimique dépend du nombre d'échantillons analysés, et de la qualité et précision de ces analyses (qui va en s'améliorant). Le fond géochimique peut être localement biaisé d'au moins trois manières : 
- par des apports anthropiques anciens (retombées des activités minières de l'antiquité par exemple) ;
- par des pollutions intenses et à grande échelle (séquelles de guerre, séquelles industrielles) ;
- par des bases de données qui ont surtout ciblé des sols que l'on pensait naturellement plus 'à risques' pour l'agriculture et la santé. 
Comme le rappelle Denis Baize pour la France, avec le programme ASPITET (le premier à avoir cherché à présenter une vision holistique et globale du territoire métropolitain

« On ne saurait prétendre que cette population expérimentale représente les sols de France (ici le mot population représente la somme des échantillons de sols de la base de données). Les sols issus de roches cristallines ou cristallophylliennes et les sols développés dans des formations superficielles limoneuses sont sous-représentés. 
Au contraire, la moitié des échantillons proviennent de la partie sédimentaire de la Bourgogne, à proximité du massif cristallin du Morvan. Les sols issus de roches sédimentaires du Jurassique sont donc sur-représentés. Des sous-populations ont été définies, par exemple : horizons non situés en surface, horizons calcaires, horizons correspondant à telle classe granulométrique, ainsi que des « familles » de sols différant par le type de roche-mère (sols issus de marnes, sols développés dans des matériaux glauconieux, etc.) et des « unités typologiques de sols » très détaillées. Les résultats sont interprétés à l'aide de méthodes graphiques et statistiques, complétées par le retour à l'examen individuel de chaque échantillon, souvent indispensable pour interpréter les teneurs mesurées. »

## Les apports anthropiques
La part des apports anthropiques et leur effet sur le fond géochimique sont d'une importance très variable, et les modalités très variées. Dans certaines circonstances, le fond géochimique originel est si bouleversé, souvent si durablement, que le fond modifié relègue le premier au second plan tant dans les faits que dans leur étude.
Dans tous ces cas, c'est la composition chimique finale des roches (à leur stade actuel d'évolution, c'est-à-dire en général après des millions ou milliards d'années d'histoire géologique), qui définit le fond géochimique.

La différence avec les mesures réelles correspond a priori aux apports dus aux activités humaines, qui peuvent parfois faire l'objet d'un traçage isotopique ou au moyen de divers indices physicochimiques, historiques (histoire environnementale notamment), archéologiques (archéologie industrielle comprise) ou paysagers. On parle alors de  fond anthropique.
Exemples de sources anthropiques et de circonstances d'apport
- le plomb issu de l'essence plombée (près des routes et autoroutes, ronds-points, carrefours), notamment en contexte humide et acide (l'acidité rend le plomb et de nombreux métaux plus mobiles) ;
- des retombées de grenaille de plomb sur une zone de ball-trap ou de chasse ou de chasse régulière (notamment en contexte humide et acide, par exemple devant les huttes de chasse ou d'autres postes de tirs fixes). La grenaille est alors une source majeure et chronique de saturnisme aviaire, susceptible de contaminer la chaine alimentaire humaine et le réseau trophique dans les milieux naturels ;
- du cadmium apporté par les engrais phosphatés, qui sera mélangé au sol superficiel par le labour) ;
- du mercure apporté par les épandages d'effluents ou de boues d'épuration ou issu de retombées atmosphériques[9] ;
- du cuivre issu du sulfate de cuivre utilisé massivement par les vignerons, agriculteurs et jardiniers contre l'oïdium, particulièrement en zones de vignobles et moindrement dans certains champs et jardins) ;
- d'arséniate de plomb, hautement toxique et à ce titre massivement utilisé comme insecticide du sol dans les golfs américains, et autrefois dans l'agriculture ou les jardins ;
- l'apport en divers polluants et contaminants de l'air par les fumées d'incinérateurs (notamment durant le XXe siècle en raison d'une mauvaise performance des systèmes de filtration alors utilisés, quand il y en avait) ;
- les apports de polluants liés au lessivages des décharges ou sols pollués (y compris par des fumiers  ou lisiers) (lixiviats).

## Exemple
Ordres de grandeurs des concentrations (en mg/kg) mesurées dans les sols selon son contexte d'usage (en France, selon Baize, 2009) ;
| Métal | Sols «naturels» (Référence : sol forestier supposé peu contaminé (hors zone de séquelles de guerre ou industrielles) | Horizons de surface labourés Sols agricoles «ordinaires» | Après épandages massifs de boues très chargées en ETM (années 1970) | Vignobles arboriculture |  |
| ----- | --- | -------------------------------------------------------- | ------------------------------------------------------------------- | ----------------------- |  |
| Cd    | < 0,12 | 0,20 à 0,45                                              | 1,4 à 3,5                                                           | -                       |  |
| Cu    | 10 à 15 | 12 à 18                                                  | 20 à 40                                                             | 50 à 600                |  |
| Hg    | < 0,05 | 0,03 à 0,05                                              | 0,10 à 1,4 (Idem en zones péri-urbaines et péri-industrielles)      | -                       |  |